# パイオニア キャビン・ツリー

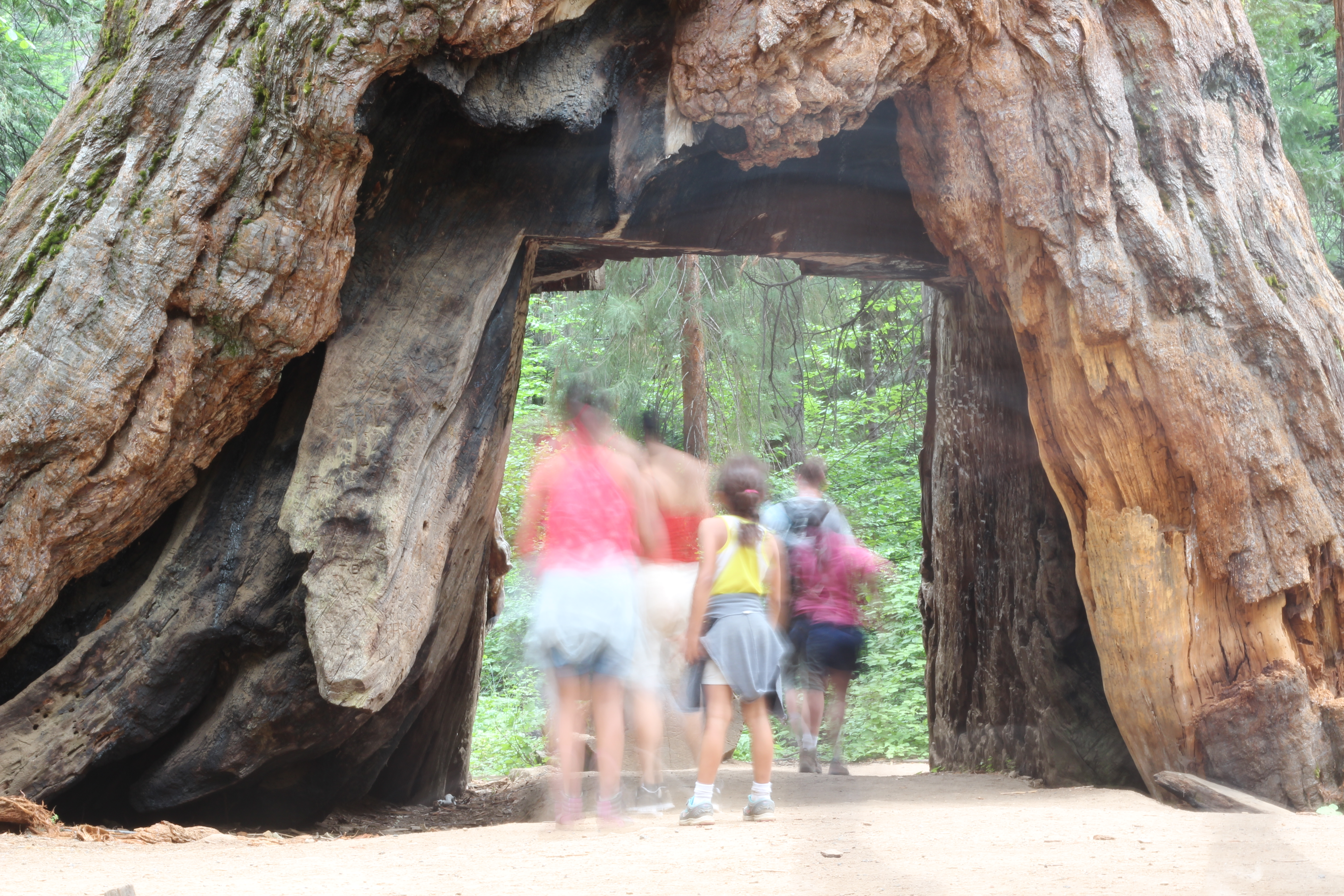
在りし日のパイオニア キャビン・ツリー

パイオニア キャビン・ツリー (英：Pioneer Cabin Tree) は、アメリカ合衆国カリフォルニア州の、カラベラス ビッグツリーズ州立公園に生えていたセコイアデンドロン（ジャイアントセコイア）の巨木である。
1870年代にトンネルが掘られ、その後、自動車が通過できるように拡張され、観光名所となって、多くの観光客で賑わった。1969年にワウォナ・ツリーが積雪により倒壊してからはトンネルのある樹木としては世界最大級だった。
2017年1月8日にパイオニア キャビン・ツリーは倒壊した。連日続いた吹雪が原因とされ、推定樹齢は1000年以上とされている。

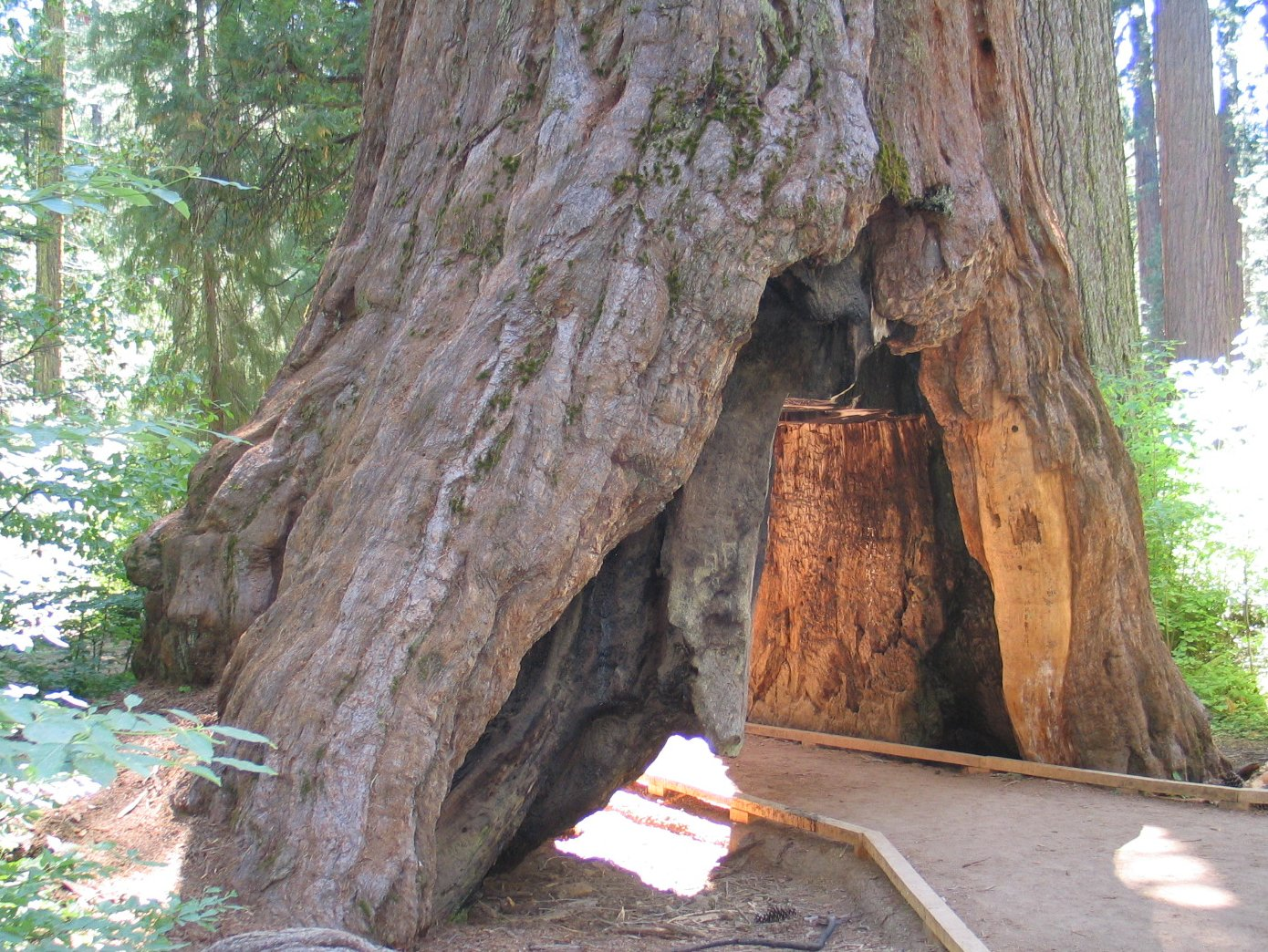
倒壊前に撮影されたパイオニア キャビン・ツリーのトンネル
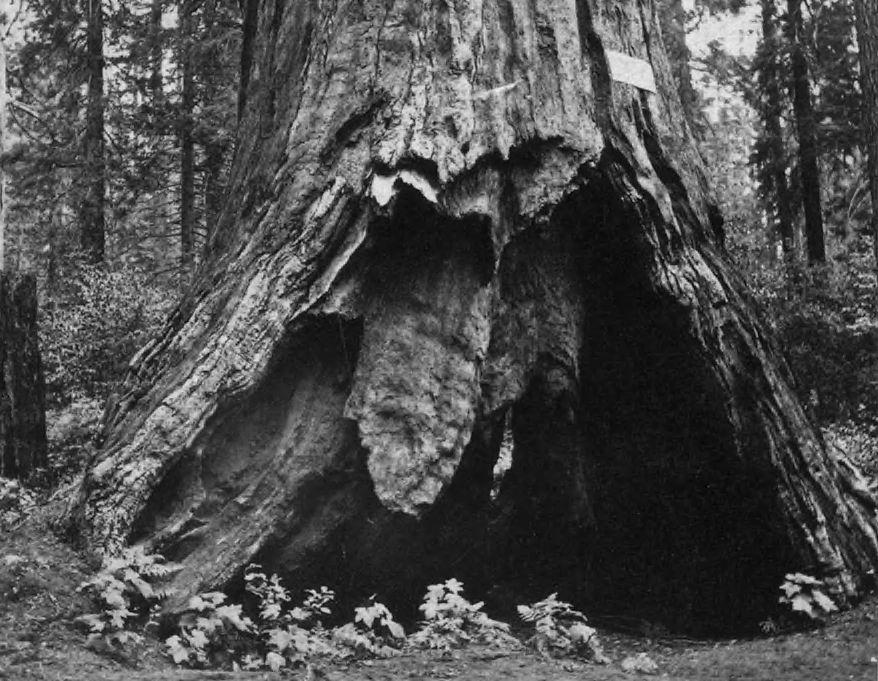
トンネルが出来る前のパイオニア キャビン・ツリー